# 위시 (기업)

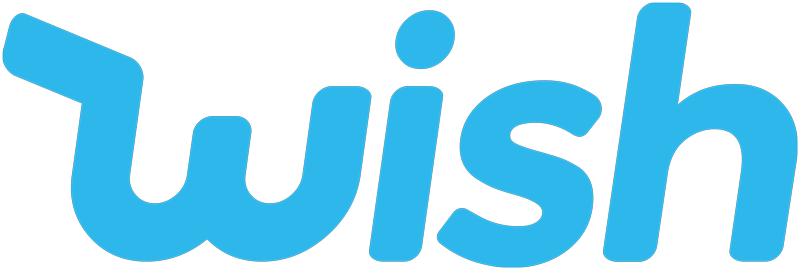
2022년까지 사용한 로고

위시(Wish)는 판매자와 구매자 간의 거래를 위한 미국의 온라인 전자 상거래 플랫폼이다. 위시는 표트르 술체프스키(전 CEO)와 대니 장(전 CTO)이 2010년에 설립했다.
위시는 현재 미국 샌프란시스코의 컨텍스트로직(ContextLogic Inc.)에서 운영하고 있으며 2024년 2월 Qoo10로의 인수를 대기 중이었다. 이 플랫폼은 검색 창 형식에만 의존하는 것이 아니라 각 고객을 위한 쇼핑 경험을 시각적으로 개인화한다. 이를 통해 판매자는 위시에 제품을 나열하고 소비자에게 직접 판매할 수 있다. 위시는 결제 서비스 제공업체와 협력하여 결제를 처리하며 제품 자체를 재고로 보관하거나 반품을 관리하지 않는다.